# Йонссон, Ханс
Ханс Йонссон (швед. Hans Jönsson, латыш. Hanss Martins Jensons) (род. 11 июля 1968 года, Хамменхёг, Кристианстад, Швеция) — епископ Лиепайской епархии Евангелическо-лютеранской церкви Латвии (ЕЛЦЛ) с 6 августа 2016 года.

## Биография
Окончил Лундский университет; одновременно слушал лекции по конфессиональному лютеранскому богословию, организованные шведским Фондом Лютера. Официальная Церковь Швеции отказала Йонссону в пасторском рукоположении в связи с его консервативными взглядами. Однако полученное Йонссоном образование было достаточно для того, чтобы Церковная коалиция в защиту Библии и исповеданий признала его достойным рукоположения.
В 2000 году Йонссон был приглашён ЕЛЦЛ для служения в Латвии. В течение трёх лет он изучал латышский язык, получая финансовую поддержку от шведского Фонда Лютера. 9 июня 2003 года был рукоположен архиепископом ЕЛЦЛ в пасторы и служил в городе Мадона. Ему также было поручено попечение о финансах ЕЛЦЛ и церковном образовании.
3 июня 2016 года Йонссон был избран преемником уходящего на пенсию епископа Лиепайской епархии Павилса Бруверса. 6 августа в рижском кафедральном соборе состоялась епископская хиротония. Хиротонию совершил архиепископ ЕЛЦЛ Янис Ванагс, ему ассистировали латвийские епископы, а также епископ Эстонской евангелическо-лютеранской церкви Тийт Салумяэ, епископ Независимой евангелическо-лютеранской церкви Германии Ханс-Йорг Фойгт, а также епископ-электус Лютеранской церкви в Норвегии Торкильд Масви.
27 апреля 2019 года Йонссон принял участие в хиротонии нового правящего епископа шведской Миссионерской провинции Бенгта Одаля.